# È tutto un attimo
È tutto un attimo (Всичко е един миг) е шестият студиен албум на италианската певица Анна Окса, издаден през 1986 година от музикалната компания CBS Italiana.
С едноиммената песен È tutto un attimo участва на Музикалния фестивал „Санремо“ същата година, а с L'ultima città (Последният град) – на Музикалния фестивал „Фестивалбар“.

## Песни
Всички текстове са написани от Аделио Колиати и Франко Чани, а музиката към тях е композирана от Марио Лавеци, Силвано Фосати, Пиеро Фабрици, Маурицио и Салваторе Фабрицио, Джан Пиеро Амели и Умберто Смаила. Изключение прави едноименната песен, дала името на албума, чийто текст е написан от трима – Аделио Колиати, Франко Чани и Марио Лавеци.
| È tutto un attimo, 1986 | È tutto un attimo, 1986               | È tutto un attimo, 1986                                                            | 41:11 |
| #                       | Заглавие на песента                   | Автор(и)                                                                           | Време |
| 1.                      | È tutto un attimo (Всичко е един миг) | Текст: Аделио Колиати, Франко Чани, Марио Лавеци. Музика: Умберто Смаила.          | 4:05  |
| 2.                      | Aspettando Quazim (Очаквайки Чазим)   | Текст: Аделио Колиати, Франко Чани. Музика: Марио Лавеци.                          | 4:24  |
| 3.                      | Sono e sarò (Съм и ще бъда)           | Текст: Аделио Колиати, Франко Чани. Музика: Марио Лавеци.                          | 3:43  |
| 4.                      | Un'altra fiaba (Друга приказка)       | Текст: Аделио Колиати, Франко Чани. Музика: Джан Пиеро Амели.                      | 4:29  |
| 5.                      | Tenera immagine (Нежен образ)         | Текст: Аделио Колиати, Франко Чани. Музика: Силвано Фосати.                        | 3:57  |
| 6.                      | L'ultima città (Последният град)      | Текст: Аделио Колиати, Франко Чани. Музика: Пиеро Фабрици.                         | 3:56  |
| 7.                      | Sera di dicembre (Декемврийска вечер) | Текст: Аделио Колиати, Франко Чани. Музика: Маурицио Фабрицио, Салваторе Фабрицио. | 4:14  |
| 8.                      | Resta qui (Остани тук)                | Текст: Аделио Колиати, Франко Чани. Музика: Силвано Фосати.                        | 4:26  |
| 9.                      | Cielo di cristallo (Кристално небе)   | Текст: Аделио Колиати, Франко Чани. Музика: Марио Лавеци.                          | 4:04  |
| 10.                     | Anna Goodbye (Сбогом, Анна)           | Текст: Аделио Колиати, Франко Чани. Музика: Силвано Фосати.                        | 3:53  |

|  | Тази страница частично или изцяло представлява превод на страницата È tutto un attimo в Уикипедия на италиански. Оригиналният текст, както и този превод, са защитени от Лиценза „Криейтив Комънс – Признание – Споделяне на споделеното“, а за съдържание, създадено преди юни 2009 година – от Лиценза за свободна документация на ГНУ. Прегледайте историята на редакциите на оригиналната страница, както и на преводната страница, за да видите списъка на съавторите. ВАЖНО: Този шаблон се отнася единствено до авторските права върху съдържанието на статията. Добавянето му не отменя изискването да се посочват конкретни източници на твърденията, които да бъдат благонадеждни. |